# Fissidens darntyi
Fissidens darntyi là một loài Rêu trong họ Fissidentaceae. Loài này được Schimp. mô tả khoa học đầu tiên năm 1880.